# 송수 (1470년)
송수(宋壽, 1470년 ~ 1517년 9월 22일)는 조선 전기의 문신이다. 자는 기수(耆臼+文), 본관은 여산(礪山)이다.사마시에 오른 뒤 참봉, 제용감봉사, 직장, 한성부판관 등을 거쳐 형조의 추천으로 형조정랑을 지냈고, 영광군수, 정주목사 등을 역임했다. 밀양부사 재직 중 병을 얻어 이듬해 사직하였다. 좌리공신(佐理功臣)에 오른 좌찬성 광원군(廣原君) 이극돈(李克墩)의 사위이다.
1516년(중종 10) 밀양부사로 부임했다가, 부사 재직시 속현인 풍각현에서 백성이 자신의 아버지를 살해한 일로 후에 지방수령이었던 그에게도 죄가 추죄될 뻔하였다. 피부병으로 사퇴한 뒤 다시 정주목사로 재직 중 병으로 사망했다. 윤탁연(尹卓然)과 이용(李庸+戈)은 그의 손녀사위이다.

## 생애
증조부는 간성군수를 지낸 송유징(宋有徵)이고 할아버지는 부안현감(扶安縣監)을 지내고 사후 증 통례원통례에 추증된 송관(宋觀)이며, 아버지는 생원 송윤은(宋胤殷)이며 어머니는 윤씨로 호군을 지낸 윤주(尹珠)으 딸이다. 아버지 송윤은은 생원이었으나 관직에 오르지 못하고 자신의 아버지 송관의 임지였던 전북 부안에서 사망하였다. 아버지 송윤은의 증 사복시정 직책과 증 승정원좌승지 직책은 후일 송수의 장남 송맹경이 동지중추부사(종2품)에 오르면서 추증된 직책이다.
부인은 광주이씨로, 좌리공신(佐理功臣)이며 강원감사, 참판, 병조판서, 의정부좌찬성을 지낸 광원군(廣原君) 익평공(翼平公) 이극돈(李克墩)의 딸이다.
사마시(司馬試)에 합격한 뒤 약관에 관직에 올라 사옹원참봉(授司饔院參奉)과 제용감참봉, 경릉참봉(敬陵參奉) 등을 거쳐 제용감부봉사(濟用監副奉事)로 승진한 뒤 상서원(尙瑞義), 의영고의 직장(院盈庫直長)이 되었다가 다시 주부(主簿)로 개차되었다.
사헌부감찰(司憲府監察), 장례원사평(掌隷院司評)，한성부판관(漢城府判官) 등을 거쳐 형조의 추천으로 형조정랑에 올랐다. 이후 상의원첨정(尙衣院僉正)을 거쳐 화순군수, 영광군수(靈光郡守)로 나갔는데 지방관으로 우수한 성적을 거뒀다. 1506년(중종 1) 중종반정 후 정국원종공신 1등에 녹훈되었다. 다시 내직으로 돌아와 사재감, 선공감, 제용감의 부정을 거쳐 정주목사(定州牧使)로 부임했으나, 외우(外憂)로 인해 사직하였다.
1516년(중종 10) 밀양부사(密陽府使)에 제수되어 배사하고 부임했다. 밀양부사로 근무 중이던 1516년 12월 14일 밀양의 속현인 풍각현(豊角縣)의 백성 박군효(朴君孝)가 자신의 아버지를 머리를 난타하여 때려죽인 사건이 발생하였는데, 그가 이임한 후 1518년 뒤늦게 그의 사후에 밝혀져 큰 문제가 되었다. 이때 사건 당시 밀양의 지방수령이었던 그에게도 당시 지방관이라 하여 추죄 여론이 나타났다. 그러나 1517년(중종 11년) 12월 13일 경상도관찰사 김안국(金安國)이 이미 죽은 고인에게 책임을 물을 수 없다 하여 추죄를 면하였다.
그의 대에 경기도 광주군 낙생면에 처음 자리잡고 정착했다 한다. 그가 자리잡은 곳은 처가인 이극돈의일가가 살던 동리 근처였다.
1517년(중종 11년) 질환으로 밀양부사직을 사직하고, 장수로 있는 아들의 합천별장으로 내려갔다. 다시 정주목사가 되었으나, 그해 9월 피부병으로 일어나지 못하고 사망했다. 이두현산(理頭峴山)의 언덕에 장사지냈다.

### 사후
그의 사후 37년 뒤 부인 광주이씨가 죽자 광주군 중부면 복정리 음촌(陰村, 현, 성남시 수정구 복정동 응달말(음촌(陰村)) 부락) 이극돈의 묘역 근처에 부인 광주이씨와 합장되었다. 뒤에 다시 그의 일가의 거주지 근처인 경기도 광주군 돌마면 하대원리(현, 성남시 중원구 하대원동)에 장사하였다. 하대원동 근처에는 그의 일가가 집성촌을 이루고 있었다.
사후 증직으로 증(贈) 가선대부 병조참판 겸 동지의금부사(嘉善大夫兵曹參判兼同知義禁府事)가 추증되었다. 묘비문은 정사룡(鄭士龍)이 짓고, 글씨는 여성위 송인(宋寅)이 썼다.

## 가족관계
- 할아버지 : 송관(宋觀)
- 아버지 : 송윤은
- 어머니 : 윤씨, 호군 윤주(尹珠)의 딸
- 부인 : 광주이씨(廣州李氏, 1470년 ~ 1553년 8월 14일), 이극돈의 딸
  - 아들 : 송맹경(宋孟璟)
  - 며느리 : 권씨, 집의 권세형(權世衡)의 딸, 아들 송맹경의 전처
    - 손자 : 2명 요절

  - 며느리 : 유씨(柳氏), 참봉 유형원(柳亨源)의 딸, 아들 송맹경의 후처
    - 손녀 : 여산송씨(礪山宋氏)
    - 손녀사위 : 이용(李庸+戈, 1533년 - 1591년 1월)
    - 손녀 : 여산송씨(礪山宋氏)
    - 손녀사위 : 윤탁연(尹卓然, 1538년 5월 15일 ~ 1594년 5월 28일)
      - 외증손 : 윤경원(尹慶元, 1560년 ~ [[1592년] 10월 18일]), 임진왜란 때 순절하였다.
      - 외증손 : 윤길원(尹吉元, 1560년 ~ ?)

  - 첩며느리 : 이름 미상, 아들 송맹경의 첩
    - 서손자 : 송숭(宋崇)

  - 아들 : 송숙경(宋叔璟)
  - 며느리 : 양씨, 목리 양숙(梁淑)의 딸
    - 손자 : 송희민(宋希敏)
    - 손자 : 송희성(宋希聖, 1543년 ~ ?)

  - 아들 : 송말경(宋末璟)
  - 며느리 : 부윤 허광(許石+廣)의 딸
    - 손자 : 송률(宋山+律)
- 장인 : 이극돈(李克墩, 1435년 ∼ 1503년 2월 27일)
  - 처조부 : 이인손(李仁孫)
    - 처삼촌 : 이극배(李克培, 1422년 ~ 1495년 10월)
    - 처삼촌 : 이극감(李克堪), 이세좌(李世佐)의 아버지

## 같이 보기
- 이극돈
- 송맹경
- 윤탁연
- 이용

## 참고 자료
- 호음잡고 제7권, 有明朝鮮國 贈嘉善大夫兵曹參判兼同知義禁府事行通訓大夫定州牧使宋公墓碣銘 幷序

## 참고 문헌
- 중종실록
- 호음잡고